# Готрен, Пьер Эдмэ
Пьер Эдме Готрен (фр. Pierre Edmé Gautherin; 1770—1851) — французский военный деятель, генерал-лейтенант (1825), барон (1808), участник революционных и наполеоновских войн. Имя генерала выбито на Триумфальной арке в Париже.

## Биография
Он поступил на службу в качестве солдата в Нёйстрийский полк 20 октября 1788 года. В 1792 году служил в пехоте Легиона Аллоброгов. Став адъютантом генерала Карто, участвовал в осаде Тулона.
В Итальянской кампании 1796—1797 годов сражался в рядах дивизии Бернадотта, командуя эскадроном 1-го гусарского полка. Отличился в ходе боёв в районе Неаполя в 1799 году.
В Итальянской армии командовал авангардом в дивизии Ватрена, после чего стал начальником штаба правого крыла армии Италии, и служит под началом генерала Сульта. В ходе обороны Генуи был ранен и захвачен в плен. По окончании боевых действий служил в 4-м военном округе в Меце.
16 октября 1806 года получил под своё командование 9-й гусарский полк, бывший командир которого, Жан Барбанегр, погиб в сражении при Йене. В новой должности Готрен отличился в битве при Фридланде 14 июня 1807 года, где был ранен. Отличился при Ваграме. 21 октября 1809 годам произведён в бригадные генералы, и возглавил 10-ю бригаду лёгкой кавалерии Итальянской армии.
25 декабря 1811 года его бригада получила 11-й порядковый номер, и вошла в состав 3-го корпуса резервной кавалерии. Готрен отличился в ходе Русской кампании 1812 года, и 11 октября был награждён орденом Почётного легиона (коммандан). 11 ноября, обессиленный при отступлении, он попал в плен. Вернулся во Францию только 6 августа 1814 года.
По возвращении с острова Эльба, Император 5 апреля 1815 года отдаёт под начало Готрена бригаду в составе 5-й дивизии наблюдательного корпуса Мозеля, который позднее стал 4-м корпусом Северной армии. Сражался при Ватерлоо.
С 1 октября 1815 года без служебного задания. В 1818 и 1819 года участвовал в различных кавалерийских инспекциях. 23 мая 1825 года получил звание генерал-лейтенанта. В марте 1831 года ушёл с активной службы, а 1 апреля 1833 года окончательно вышел в отставку.

## Воинские звания
- Капрал (29 сентября 1792);
- Сержант (4 октября 1792);
- Лейтенант (6 декабря 1792);
- Капитан (15 ноября 1793);
- Командир эскадрона (31 января 1795 года, утверждён в звании 28 октября 1796);
- Полковник штаба (26 января 1799 года, утверждён в звании 15 февраля 1799);
- Бригадный генерал (21 октября 1809);
- Генерал-лейтенант (23 мая 1825).

## Титулы
- Барон Готрен и Империи (фр. baron Gautherin et de l'Empire; декрет от 19 марта 1808 года, патент подтверждён 2 августа 1808 года)[1].

## Награды
- Легионер ордена Почётного легиона (5 февраля 1804)
- Офицер ордена Почётного легиона (14 июня 1804)
- Командан ордена Почётного легиона (11 октября 1812)
- Кавалер военного ордена Святого Людовика (30 августа 1814)
- Великий офицер ордена Почётного легиона (29 апреля 1833)